# Lonoke (Arkansas)
Lonoke – miasto w Stanach Zjednoczonych, w stanie Arkansas, siedziba administracyjna hrabstwa Lonoke.